# Кьолеменли
Кьолеменли (на гръцки: Λιθωτό, Литото или Παλαιό Λιθωτό, Палео Литото, до 1927 Κιολεμενλή, Кьолеменли) е село в Република Гърция, в дем Кукуш, област Централна Македония с 16 жители (2011).

## География
Селото е разположено в южните склонове на Беласица (Белес) над село Атли (Каваларис).

## История
Според статистиката на Васил Кънчов („Македония. Етнография и статистика“) в 1900 година Кьолеменли има 162 жители турци.
В 1913 година след Междусъюзническата война селото попада в Гърция. Турското му население се изселва в Турция и на негово място са настанени гърци бежанци. През 1927 години селото е прекръстено на Литото. В 1928 година селото е бежанско с 25 семейства и 86 жители бежанци.
Една от бежанските махали на Аканджали (Муриес) носи името Литото или Нео Литото, затова старото село е наричано Палео Литото, тоест Старо Литото.